# Dunhampton
Dunhampton – wieś w Anglii, w hrabstwie Worcestershire, w dystrykcie Wychavon. Leży 12 km na północ od miasta Worcester i 169 km na północny zachód od Londynu.